# Iosîpivka, Baranivka
Iosîpivka (în ucraineană Йосипівка) este localitatea de reședință a comunei Iosîpivka din raionul Baranivka, regiunea Jîtomîr, Ucraina.

## Demografie
Componența lingvistică a localității Iosîpivka
     Ucraineană (99,11%)
     Alte limbi (0,89%)
Conform recensământului din 2001, majoritatea populației localității Iosîpivka era vorbitoare de ucraineană (99,11%), existând în minoritate și vorbitori de alte limbi.